# Lisis (diálogo)

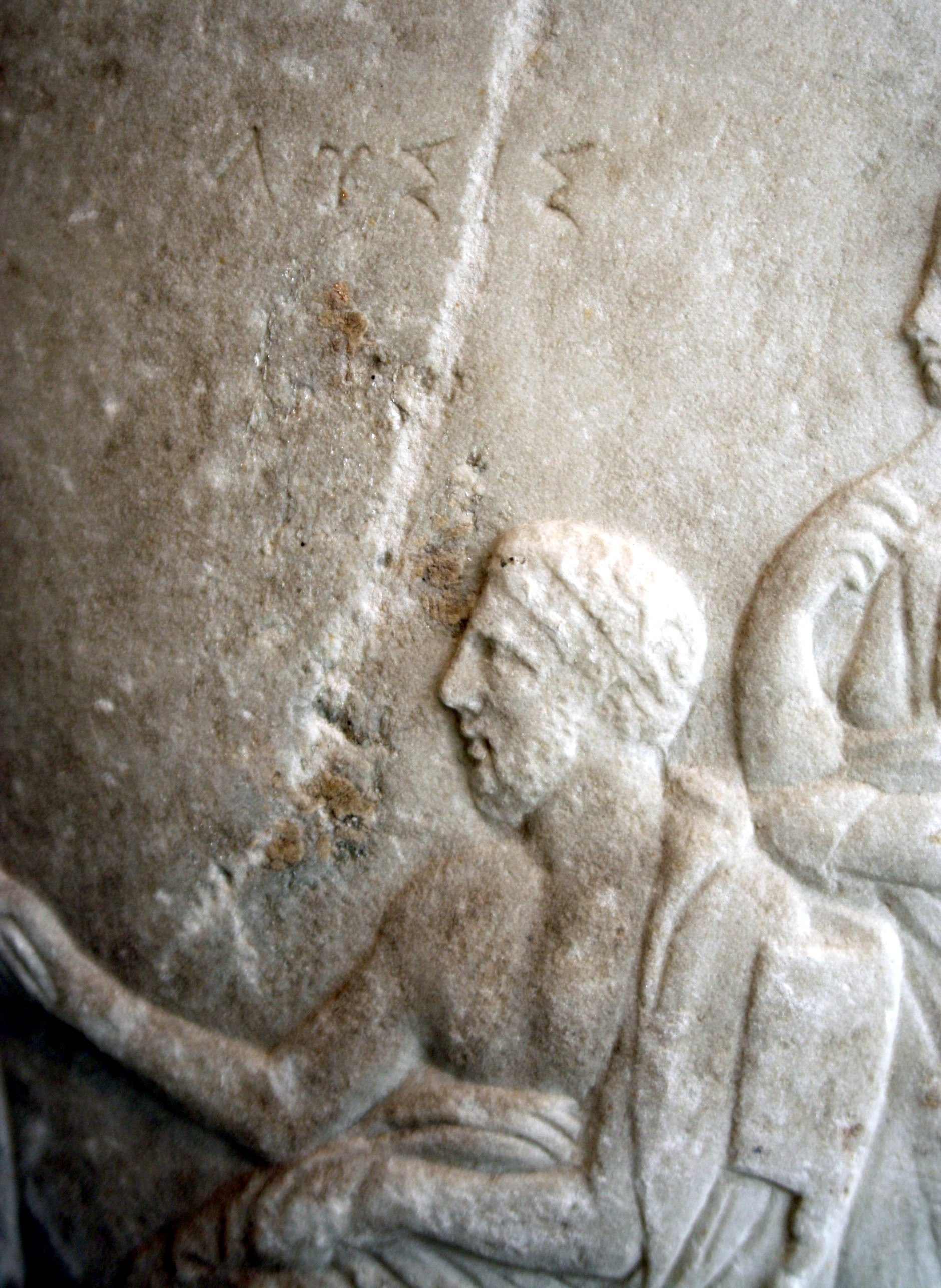
Lysis, en el lecito para su hijo Timokleides (A.C).

Lisis (en griego Λύσις), también llamado Sobre la amistad, es uno de los diálogos escritos por Platón perteneciente a su primer periodo. Trata sobre la búsqueda de la naturaleza de la amistad.

## Escenario
La escena es descrita por Platón con muchos detalles: el camino que Sócrates recorre de la Academia al Liceo, el camino que recorre con Hipotales hasta la puerta, al llegar a la fuente de Panope donde se encuentra con otros jóvenes hasta llegar a la nueva Palestra utilizada por estos, etcétera. Entre éstos, un dato que sitúa la escena en el lugar y el tiempo pero no en el año exacto es la referencia de Platón sobre los festivales de Hermes en donde los jóvenes y los niños se juntaban sin las miradas atentas de sus pedagogos. Este es el contexto del diálogo.

### Personajes
Los principales personajes en el diálogo son 
1. Sócrates,
2. Lisis,
3. Menexeno ,
4. Hipotales.

Sócrates llega a proponer varias posibles nociones acerca de la verdadera naturaleza de la amistad.

### Introducción y desarrollo del diálogo (203a -213b)
El diálogo se inicia cuando Sócrates, que va de camino al Liceo, se encuentra con Hipotales. Este lo invita a que lo acompañe a la Palestra, un sitio de la ciudad dedicado a actividades de recreación que solía ser  frecuentado por los jóvenes y en ocasiones por sofistas también.  Sócrates al descubrir el interés de Hipotales en Lisis, que se encontraba en el lugar, accede a la invitación para así conocer a quien era amado y admirado por  su interlocutor.  Tanto era el amor que sentía que le dedicó a Lisis poesías y canciones  que él mismo compuso. Aunque ante los ojos de Sócrates ese tipo de comportamiento era errático y perjudicial para sí mismo  ya que si no conseguía el amor de Lisis, quedaría en ridículo. Y es por esta observación que Hipotales le pide que lo aconseje sobre que hacer para ganar el afecto de su amado.
La conversación entre Sócrates y Lisis se establece poco después de que Menéxeno tuviese que retirarse durante unos momentos. Al primer acuerdo al que llegan ambos es que un hombre para ser feliz debe ser libre de hacer lo que quiera, a diferencia de un esclavo que no tiene poder de decisión. Concuerdan también en que la libertad de Lisis está restringida por sus padres y por su maestro que delimitan sus acciones. Pero que solo es así, no por la edad que Lisis posee sino por su conocimiento  limitado. Y que su padre solo podrá confiarle sus propiedades e incluso su persona, cuando vea que Lisis es suficientemente sensato para hacerse cargo de la administración. Sócrates le plantea la posibilidad de que incluso los vecinos o habitantes de Atenas podrían dejar que ellos se hicieran cargo del poder ya que si es mayor el conocimiento que una persona posee, el beneficio que se pueden obtener ha de ser mejor. Pero que en lo que respecta  a los ámbitos de los que no se conoce, su posición será otra vez la de un súbdito que solo debe obedecer. En este punto Sócrates hace referencia a la inutilidad, y que como consecuencia de no ser provechoso para sí mismo o para los demás, una persona no merecería el afecto de nadie. Ya que la amistad, por lo que se entiende hasta el momento,  se ve determinada por  la utilidad. 
Entre tanto  Ctesipo y su discípulo Menéxeno regresan y se sitúan en el mismo lugar de antes. A pedido de Lisis, las preguntas de Sócrates ahora son dirigidas a Menéxeno, con quien se dispone a determinar quien es amigo de quien. Si es el amante que es amigo del amado o si es que  el amado es el amigo del amante, o bien  si no  hay diferencia entre ambos casos. Comienza así un proceso de razonamiento lógico por parte de Sócrates que hace hincapié en que las situaciones son distintas ya que;  el amante muchas veces no es correspondido por aquel a quien ama y muchas otras en las que este llega a ser odiado por la otra parte. Y en caso de que ninguno de los dos ame, entonces no serían amigos. Concluyendo en que si el amante no es correspondido, no hay amistad. Pero el problema se plantea cuando se dice que el amante es el amigo, ya que de ser así por oposición podríamos pensar que el que odia es el que es enemigo, no el odiado. De este modo cabria pensar que hay quienes son amigos de sus enemigos y enemigos de sus amigos  y esto según Sócrates no tiene sentido.

## "Phílos", "philía"y sus derivados
Guthrie explica las dificultades que tienen las lenguas modernas para traducir la palabra φίλος, que como sustantivo significa "amigo"; como adjetivo "querido" y gracias al prefijo "fil" Sócrates puede dar todos esos ejemplos referidos al amor no correspondido "No hay, pues, amigo de los caballos, si los caballos no le aman, ni amigos de las codornices, ni amigos de los perros, ni del vino, ni de la gimnasia , ni del conocimiento, si el conocimiento, a su vez, no le corresponde.o urna cada uno a es tas cosas no siendo en ver"-. Por otra parte el verbo φιλεῖν (querer, amar o sentir afecto) abarca desde el amor paternal al amor por la comida de un glotón. φίλια no se limita a las relaciones humanas y se lo puede observar en distintas obras como en el Timeo el cosmos goza de φίλια entre sus elementos constituyentes; en Gorgias, el cielo y la tierra, así como los dioses y los hombres, están unidos de por la φίλια "Pues un hombre así no puede ser grato ni a otro hombre ni a ni ningún dios . porque es incapaz de convivencia, y el que no es capaz de convivencia tampoco lo es de amistad. Dicen los sabios, Calícles, que al cielo,  a la tierra , a los dioses y a los hombres los gobiernan la convivencia, la amistad, el buen orden, la moderación y la justicia, y por esta razón, amigo, llaman a este conjunto cosmos,(orden)y no desorden y desenfreno. Me parece que tu no fijas la atención en estas cosas, aunque eres sabio".[508a]

## La apreciación de lo atractivo
En la introducción del diálogo la primera idea de lo que es la amistad se lo plantea Sócrates a Hipotales al preguntarle si hay alguien que se destaque para él particularmente, Hipotales no lo duda y le indica que hay un jovencito llamado Lisis al que ama y por la revelación que le hace Ctesipo a Sócrates  sobre cantos y poemas recitados alabando al joven Lisis. Pero luego al reunirse con los jóvenes y hablar con el propio Lisis, Sócrates lo va llevando hacia distintos conceptos de amistad y amor comenzando así la búsqueda de la causa primera del afecto.
Si dos personas son amigos todo lo que concierne a la amistad les es común, refiriéndose a la amistad de Menéxeno con Lisis. Luego el tema se dirige a si sus padres lo aman y desean para él toda la felicidad, ellos le dejarán libertad de hacer lo que le plazca; pero Lisis le indica que esto no es así que no se le permite hacer cosas que no sabe hacer, entonces le indica Sócrates que no le dejan hacer actividades en la medida en que este no las sepa realizar y solo el que es útil llega a ser confiable y en la medida en que no sepamos de aquellas cosas no se nos confiará nada. 
De esta manera Sócrates le enseñó a Hipotales, pero sin decirle directamente para no dejarlo en evidencia frente a Lisis, que no debe enaltecer el ego del amado sino instruirle que es capaz de unas cosas y de otras no.

## Amor mutuo
En este segundo momento de la conversación, Sócrates le pregunta a Menéxeno ¿quién en una amistad es amigo de quien, el amante del amado o el amado del amante?. Menéxeno le responde que el amor en una amistad es mutuo. Sócrates comienza a cuestionar al preguntar: “¿De modo que los dos llegan a ser amigos entre sí, aunque sólo sea uno el que ame al otro?”. Surge el problema del amor correspondido,  
- puede ser que el amante no sea correspondido por el amado,
- que a veces el amante es odiado,
- si ama el amante al amado, aunque no sea correspondido u odiado y viceversa
- por último si no ama ninguno de los dos, ni el amante ni el amado.

Se trata de llegar esclarecer el problema pero solo se consigue que el amado es amigo y no el amante pero es un absurdo pues el amante debe ser amigo del amado y  se puede concluir que uno puede ser amigo “phílos” de alguien que nos sea su amigo cuando ama a alguien que no el ama a él.

## Lo malo y lo bueno o lo semejante atraído por lo semejante
Sócrates recurre a Homero al tomar un dicho que se refiere a  que los amigos los hacen los dioses atrayendo al semejante hacia el semejante. Esto quiere decir que mientras dos personas que sean malvadas tanto más se acerquen una a la otra serán mucho más malvados pero que estas nunca serán amigos, solo los hombres buenos pueden ser amigos pero puede ser que personas semejantes, en tanto que son buenas, pueden no hacerse amigos ya que pueden no ayudarse entre sí.  Surge un interrogante ¿pero si es bueno no se basta el mismo con serlo? Y si es así no necesitaría a nadie por su facultad de bueno y no llegará a ser φίλος con nadie, porque el que no ama no es amigo. Sócrates recuerda un dicho de Hesiodo y lo expresa a Lisis, este dicho dice: “el alfarero es enemigo del alfarero, el recitador es enemigo del recitador y el mendigo con el mendigo” (trabajos y días 25) esto indica que lo semejante no es amigo de los semejante y que estos están envueltos de envidia, de rivalidad, de odio, entonces lo opuesto es amigo de lo opuesto y de acuerdo con este argumento serán amigos los que no son semejantes.

## El amor deseado
Aquí se aprecia que si alguien ama o es amigo de alguien es a causa de algo. El que desea, desea porque no lo posee. Las cosas son apreciadas no por sí mismas, sino por otras, como el enfermo al médico, lo desea porque anhela la salud o lo bueno “phílon” que este le puede restituir. Pero partiendo de estos casos, debe de haber un primer principio de esta φίλια que indique al primer amigo que no sea por ninguna especie de utilidad.

## Conclusión
Como es habitual en los diálogos platónicos el Lisis no llega a ningún final que establezca el fin último de la amistad. la discusión fue interrumpida por los pedagogos que estaban a cargo del cuidado de los jóvenes.  Lo que Sócrates ha intentado descubrir es "que es un amigo" da por hecho que el factor inicial y necesario para la existencia de la amistad es la existencia de un mal, para que a su vez sea necesario un bien, el cual a causa de este, será el amado Pero según los casos particulares, en este caso entre Lisis y su amigo Menéxeno, amigos por semejanza y con-naturalidad, contradice al fin la primera conclusión de utilidad, al decir que lo bueno ya no necesita de lo que también es bueno, llevando a que no es posible y que la amistad se manifiesta en las cosas buenas entre sí pero al no llegar a una definición aceptable se da por vencido justo antes de que aquellos jóvenes partieran.